# سامي بن عبد الله الصالح
الدكتور سامي بن عبد الله الصالح، (8 أكتوبر 1961م الرياض) سفير خادم الحرمين الشريفين لدى المملكة الأردنية الهاشمية سابقًا، وكان أيضًا سفيراً لخادم الحرمين الشريفين لدى الجزائر.

## الحياة العلمية
حاصل على دكتوراه في العلوم السياسية والقانون الدستوري من جامعة محمد الخامس بالرباط.

## التكريمات
تقلّد وسام الاستقلال من الدرجة الأولى من العاهل الأردني الملك عبد الله الثاني في 15 أكتوبر 2015.